# Westpazifische Hohe Kommission

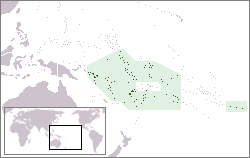
Einzugsbereich der Westpazifischen Hohen Kommission, den sogenannten Britischen Westpazifischen Territorien

Die Westpazifische Hohe Kommission (engl.: British Western Pacific Territories, deutsch auch: Britische Westpazifische Territorien, benutzt auch für „High Commission for the Western Pacific“, „High Commissioner for the Western Pacific“, deutsch auch für „Westpazifisches Oberkommissariat“ „Hochkommissar für den Westpazifik“ und andere Varianten) war der Name einer von 1877 bis 1976 bestehenden britischen Verwaltungseinheit für britische Kolonien und Protektorate. Sie war vor allem für die Rechtsprechung zuständig.

## Rechtsgrundlagen
Der Pacific Islanders Protection Act vom 2. August 1875 ermöglichte der britischen Königin Victoria, das Amt eines Hohen Kommissars für die pazifischen Überseegebiete zu schaffen. Dieser Act ergänzt den vorherigen vom 27. Juni 1872, der ebenfalls keine staatsrechtlich bedeutsamen Vorschriften enthält, so dass das Hoheitsgebiet des mit Western Pacific Order in Council (Jurisdiction) vom 13. August 1877 ernannten ersten Kommissars, Sir Arthur Hamilton Gordon selbst keine Verwaltungseinheit darstellt. Weitere Regelungen zur Überseeverwaltung durch das britische Colonial Office betreffen vor allem die Gerichtsbarkeit. Vor Ort in den einzelnen Inselgruppen wurden zur Durchführung weitere Verwaltungsbeamte bestellt, z. B. den Ständigen Kommissar (Resident Commissioner) der Kolonie der Gilbert- und Elliceinseln, wobei diese wiederum in den einzelnen Verwaltungsbezirken durch Distriktverwalter (District Officer) vertreten wurden.
Das Amt war jeweils in Personalunion mit dem eines Gouverneurs für eine der den Verwaltungsbereich konstituierenden Kolonien verbunden, zuerst
für Fidschi, dann für die Salomonen. Veränderungen ergaben sich 1925 durch die Angliederung der Union-Inseln an Neuseeland, sowie 1952 durch die Unterstellung der Kolonie Pitcairn und des Protektorats Tonga zu Fidschi. 1953 wurde Fidschi aus dem Gebiet der Hohen Kommission ausgegliedert und durch einen eigenen Gouverneur verwaltet. Infolgedessen wurde der Verwaltungssitz nach Honiara auf den Salomonen verlegt, wobei der Hohe Kommissar in Personalunion den Gouverneursposten der Salomoninseln übernahm.
Im Zuge der Unabhängigkeitsbestrebungen der pazifischen Völker des britischen Commonwealth nach dem Zweiten Weltkrieg wurde am 2. Januar 1976 das Amt und die Verwaltungseinheit aufgehoben, da fast alle Inselgruppen die Unabhängigkeit erreicht hatten.

## Insel und Inselgruppen
- Canton und Enderbury-Inseln (1939–1971) – Jetzt als Phoenixinseln Teil von Kiribati.
- Cookinseln (1893–1971) – Jetzt unabhängig in freier Assoziierung mit Neuseeland.
- Fidschi (1887–1952) – Jetzt unabhängig.
- Gilbert- und Elliceinseln (1916–1971) – Jetzt unabhängige Staaten Kiribati und Tuvalu.
- Nauru (1914–1921) – Jetzt unabhängig.
- Neue Hebriden (1906–1971) – Jetzt unabhängig als Vanuatu

- Savage Island (1900–1901) – Jetzt unabhängig als Niue in freier Assoziierung mit Neuseeland.
- Pitcairninseln (1898–1952) – Jetzt britisches Überseeterritorium.
- Salomonen (1893–1971) – Jetzt unabhängig.
- Tonga (1900–1952) – Jetzt unabhängig.
- Union-Inseln (1877–1926) – Jetzt Tokelau Teil Neuseelands und Swains Island Teil Amerikanisch-Samoas

## Liste der Hohen Kommissare für den Westpazifik (1877–1976)

### Hohe Kommissare für den Westpazifik und Gouverneure von Fidschi (1877–1952)
Verwaltungssitz Suva, Fidschi:
- Arthur Hamilton Gordon, 1877–Januar 1880
- George William Des Vœux, Januar 1880–Januar 1887
- Charles Bullen Hugh Mitchell, Januar 1887–Februar 1888
- John Bates Thurston, Februar 1888 – 7. Februar 1897
- George Thomas Michael O’Brien, März 1897–1901
- William Lamond Allardyce, 1901–10. September 1902, amtierend
- Henry Moore Jackson, 10. September 1902 – 11. Oktober 1904
- Everard Ferdinand im Thurn, 11. Oktober 1904 – 21. Februar 1911
- Francis Henry May, 21. Februar 1911 – 25. Juli 1912
- Ernest Bickham Sweet-Escott, 25. Juli 1912 – 10. Oktober 1918
- Cecil Hunter-Rodwell, 10. Oktober 1918 – 25. April 1925
- Eyre Hutson, 25. April 1925 – 22. November 1929
- Arthur George Murchison Fletcher, 22. November 1929 – 28. November 1936
- Arthur Frederick Richards, 28. November 1936 – 16. September 1938
- Harry Charles Luke, 16. September 1938–1942

Zwischen 1942 und 1945 ruhte das Amt. Während die meisten Inseln unter britischer Militärverwaltung standen, standen die Salomonen, die Gilbertinseln und die Phoenixinseln unter japanischer Besatzung.
- Alexander William George Herder Grantham, 1945–1946
- Leslie Brian Freeston, 20. Januar 1948 – 3. Juli 1952

### Hohe Kommissare für den Westpazifik und Gouverneure der Salomonen (1952–1976)
Verwaltungssitz Honiara, Salomonen:
- Robert Christopher Stafford Stanley, 3. Juli 1952–1952
- Henry Graham Gregory-Smith, 1952–1955
- John Gutch, 1955–4. März 1961
- David Trench, 4. März 1961 – 16. Juni 1964
- Robert Sidney Foster, 16. Juni 1964 – 6. März 1969
- Michael David Irving Gass, 6. März 1969–Juli 1971

Amt nicht besetzt
- Donald Collin Cumyn Luddington, 1973–2. Januar 1976